# Live Oak (Florida)
Live Oak és una població dels Estats Units, seu del comtat de Suwannee, a l'estat de Florida. Segons el cens del 2000 tenia 6.480 habitants.

## Demografia
Segons el cens del 2000, Live Oak tenia 6.480 habitants, 2.361 habitatges, i 1.562 famílies. La densitat de població era de 359,5 habitants/km².
Dels 2.361 habitatges en un 30,5% hi vivien nens de menys de 18 anys, en un 39,5% hi vivien parelles casades, en un 22% dones solteres, i en un 33,8% no eren unitats familiars. En el 28,4% dels habitatges hi vivien persones soles el 13,5% de les quals corresponia a persones de 65 anys o més que vivien soles. El nombre mitjà de persones vivint en cada habitatge era de 2,6 i el nombre mitjà de persones que vivien en cada família era de 3,13.
Per edats la població es repartia de la següent manera: un 26,6% tenia menys de 18 anys, un 11% entre 18 i 24, un 24,1% entre 25 i 44, un 20,1% de 45 a 60 i un 18,1% 65 anys o més.
L'edat mediana era de 36 anys. Per cada 100 dones de 18 o més anys hi havia 88,6 homes.
La renda mediana per habitatge era de 24.380 $ i la renda mediana per família de 29.099 $. Els homes tenien una renda mediana de 22.403 $ mentre que les dones 20.154 $. La renda per capita de la població era de 12.374 $. Entorn del 19,6% de les famílies i el 23,9% de la població estaven per davall del llindar de pobresa.

## Poblacions més properes
El següent diagrama mostra les poblacions més properes.